# Taavi Aas
Taavi Aas (ur. 10 stycznia 1966 w Tallinnie) – estoński polityk, ekonomista i samorządowiec, działacz Estońskiej Partii Centrum. Od 2015 p.o. burmistrza, następnie od 2017 do 2019 burmistrz Tallinna, poseł do Riigikogu, w latach 2019–2022 minister gospodarki i infrastruktury.

## Życiorys
W 1991 ukończył studia z zakresu ekonomii i organizacji rolnictwa w Estońskiej Akademii Rolniczej. Do 1993 był głównym ekonomistą przedsiębiorstwa mleczarskiego w Põltsamaa, następnie pełnił funkcję doradcy ekonomicznego władz miejskich. W latach 1993–1997 zajmował stanowisko dyrektora generalnego spółdzielni mleczarskiej w tym samym mieście, później do 2005 był dyrektorem finansowym spółdzielni mleczarskiej E-Piim z prowincji Järvamaa.
Zaangażował się w działalność polityczną w ramach Estońskiej Partii Centrum. Od 2005 pełnił funkcję zastępcy burmistrzów Tallinna Tõnisa Paltsa i Edgara Savisaara. We wrześniu 2015, po sądowym zawieszeniu drugiego z nich w pełnieniu obowiązków, został tymczasowym burmistrzem estońskiej stolicy. W listopadzie 2017, po zwycięstwie centrystów w wyborach lokalnych, rada miejska powołała go na ten urząd.
W kwietniu 2019 zrezygnował z urzędu burmistrza, decydując się na objęcie uzyskanego w tym samym roku mandatu poselskiego. W tym samym miesiącu powołany na ministra gospodarki i infrastruktury w drugim rządzie Jüriego Ratasa. Pozostał na tym stanowisku również w utworzonym w styczniu 2021 gabinecie Kai Kallas. Zakończył urzędowanie w czerwcu 2022.

## Życie prywatne
Taavi Aas jest żonaty, ma troje dzieci.